# (9622) Terryjones
(9622) Terryjones (1993 FV26) – planetoida z pasa głównego asteroid okrążająca Słońce w ciągu 3,39 lat w średniej odległości 2,26 j.a. Odkryta 21 marca 1993 roku.